# Засади успіху S.F.
«Засади успіху S.F.» — пастиш, написаний в 1954 році американським письменником Айзеком Азімовим на пісню англ. «If you're anxious for to shine» з комічної опери «Терпіння» Гілберта і Саллівана, описує легкий шлях, як стати успішним письменником. Азімов запозичує ритм і рими в пісні. Він включає строку з оригінального твору: «With a tiny bit of cribbin' from the works of Edward Gibbon and that Greek, Thucydides», в якому Азімов висміює своє запозичення ідеї для «Фундації».
П'єса була вперше опублікована в журналі The Magazine of Fantasy and Science Fiction у жовтні 1954 року. Включене в збірку оповідань Азімова «На Землі достатньо місця» (1957) та «Найкраща наукова фантастика Айзека Азімова» (1986).